# Duhan van der Merwe
Pour les articles homonymes, voir Van der Merwe.

a Compétitions nationales et continentales officielles uniquement.

b Matchs officiels uniquement.
Dernière mise à jour le 30 juillet 2025.
Duhan van der Merwe, né le 4 juin 1995 à George (Afrique du Sud), est un joueur  international écossais d'origine sud-africaine de rugby à XV jouant au poste d'ailier à Édimbourg en United Rugby Championship.
Il est le frère cadet du talonneur international sud-africain Akker van der Merwe.

## Biographie

### Jeunesse et formation
Duhan van der Merwe naît et grandit à George, dans la province du Cap-Occidental, en Afrique du Sud. Il commence à jouer au rugby à XV dans son école (Hoërskool Outeniqua). Durant cette période il représente, à plusieurs reprises les SWD Eagles lors de tournois de jeunes. Il participe également à la principale compétition scolaire sud-africaine, la Craven Week des moins de 18 ans, en 2012. À la fin de ce tournoi, il intègre l'équipe d'Afrique du Sud des moins de 18 ans (ou South African Schools rugby union team (en)),. Il joue aussi la Craven Week des moins de 18 ans l'année suivante, en 2013 avec les SWD Eagles, et rejoint ensuite l'équipe d'Afrique du Sud des moins de 18 ans après le tournoi.
Après sa carrière scolaire, il rejoint le centre de formation des Blue Bulls et représente l'Afrique du Sud des moins de 20 ans lors du championnat du monde junior en 2014. Durant cette compétition, il joue deux matchs dont un en tant que titulaire, et son pays s'incline en finale contre l'Angleterre. Duhan van der Merwe entre en jeu en finale, mais les siens sont battus 21 à 20. Il fait ensuite ses études à Pretoria. Il participe alors à la Varsity Cup, le championnat universitaire sud-africain de rugby avec les UP Tuks, l'équipe de l'Université de Pretoria. Parallèlement, il rejoint en 2015, l'équipe professionnelle des Blue Bulls.

### Débuts professionnels en Afrique du Sud (2015-2016)
Après deux années passées dans le centre de formation des Blue Bulls, Duhan van der Merwe fait ses débuts avec l'équipe première lors d'un match de qualification pour la Currie Cup 2016 (en), contre les Eastern Province Kings le 6 mai 2016. Il entre en jeu à 12 minutes de la fin du match. La semaine suivante, il est titulaire pour la première fois, face aux Pumas, et joue 65 minutes. Ces deux matchs sont ses seuls avec le maillot des Blue Bulls, puisqu'il quitte ensuite l'équipe.

### Passage en France, à Montpellier (2016-2017)
Durant l'été 2016, il rejoint le Montpellier HR et signe un contrat espoir avec le club héraultais. Il fait ses débuts en Top 14 le 31 décembre 2016, en remplaçant Joffrey Michel en seconde mi-temps d'un match contre la Section paloise. Il inscrit par la même occasion son premier essai avec son nouveau club. Il ne joue pas durant plusieurs mois, en raison d'une blessure récurrente à la hanche et de difficultés à s'adapter à la culture et à la langue. Puis, lors des dernières journées de championnat où il est de retour sur les feuilles de matchs. Cette saison 2016-2017, il joue au total quatre matchs avec le MHR et marque trois essais soit quinze points.

### Départ en Écosse, à Édimbourg et débuts internationaux (2017-2021)
Après un passage compliqué en France, au MHR, Duhan van der Merwe signe un contrat de deux ans avec l'équipe écossaise d'Édimbourg à partir de la saison 2017-2018 de Pro14. Il rate cependant la visite médicale à cause de sa blessure à la hanche, mais son entraîneur, Richard Cockerill, décide de le faire signer tout de même. À cause de cette blessure, il rate le début de saison, puis est de retour fin novembre 2017. Après son retour, il s'adapte assez rapidement à sa nouvelle équipe et enchaîne les titularisation en championnat et en Challenge européen. Pour sa première saison, il joue 18 matchs, tous en tant que titulaire et marque 10 essais. La saison suivante (2018-2019) est tout aussi prolifique puisqu'il joue 23 matchs toutes compétitions confondues et inscrit 10 essais également. Il continue ses bonnes performances en 2019-2020 puisqu'il marque 11 essais en 19 matchs et est nommé meilleur joueur du Pro14 tout en étant membre de l'équipe type de la compétition,.
En début de saison 2020-2021, ayant passé trois années révolues en Écosse, il est sélectionnable en équipe d'Écosse. Le sélectionneur écossais Gregor Townsend décide donc de l'appeler en équipe nationale pour disputer un match amical contre la Géorgie. Ainsi, le 23 octobre 2020 il connaît sa première cape, est titulaire et marque son premier essai international à la 70e minute du match,. Il joue ensuite un match en retard du Tournoi des Six Nations 2020 contre le Pays de Galles. Quelques semaines plus tard, il est convoqué pour participer à la Coupe d'automne des nations. Durant cette compétition, il joue trois matchs et marque deux essais. En janvier 2021, il est sélectionné pour participer au Tournoi des Six Nations 2021. Dès le premier match du tournoi, contre l'Angleterre, il inscrit un essai décisif, le seul du match, donnant la victoire aux siens (victoire 6 à 11). Il marque ensuite un doublé contre l'Italie puis un autre contre la France qui permet aux Écossais de remporter ces deux rencontres,,. Il joue ainsi les cinq matchs de son pays dans cette compétition, marquant cinq essais lui permettant de terminer meilleur marqueur du tournoi. Ces bonnes performances font qu'il est nommé dans l'équipe type de la compétition. L'Écosse termine cependant à la quatrième place. Avec Édimbourg, il joue sept matchs toutes compétitions confondues pour un essai marqué.
À la fin de cette saison, en mai 2021, il est convoqué pour la première fois avec les Lions britanniques et irlandais pour une tournée en Afrique du Sud. Il joue trois rencontres dans cette tournée.

### Worcester Warriors (2021-2022)
Après quatre saisons passées en Écosse, à Édimbourg, Duhan van der Merwe rejoint les Worcester Warriors en Premiership pour la saison 2021-2022. Il joue son premier match en Angleterre lors de la quatrième journée de championnat, contre Exeter. Il est titulaire mais son équipe s'incline lourdement sur le score de 42 à 5. Quelques semaines plus tard, il marque ses deux premiers essais avec sa nouvelle équipe à l'occasion de la septième journée, face à Sale (victoire 27-14). En novembre 2021, il est convoqué avec le XV du chardon pour participer à quatre test matchs contre les Tonga, l'Australie, l'Afrique du Sud et le Japon. Il joue trois de ces quatre matchs, manquant seulement la rencontre face aux Tonga. Il marque un essai contre le Japon. Deux mois plus tard, il est appelé pour le Tournoi des Six Nations 2022. Il joue trois des cinq matchs du tournoi et marque un essai contre la France. L'Écosse termine à la quatrième place pour la troisième fois consécutive. De retour avec Worcester, son équipe se qualifie en demi-finale de la Coupe d'Angleterre. Durant la demi-finale contre Gloucester, van der Merwe marque un essai décisif permettant à son équipe de sa qualifier en finale (victoire 25 à 39). En finale, contre les London Irish, il est titulaire et son équipe l'emporte après prolongation. Il s'agit du premier titre de Worcester dans cette compétition et du premier de la carrière de van der Merwe.
Il commence la saison 2022-2023 avec les Worcester Warriors, cependant, son club est placé en redressement judiciaire entraînant le licenciement des joueurs et du personnel. Son contrat avec le club anglais se termine donc le 5 octobre 2022.

### Retour à Édimbourg (depuis 2022)
À la suite de sa rupture de contrat avec Worcester, Duhan van der Merwe fait son retour en Écosse, dans son ancien club à Édimbourg pour le reste de la saison 2022-2023 du United Rugby Championship. Juste après son arrivée, il est appelé en sélection pour les tests internationaux d'automne 2022. Il joue les quatre matchs contre l'Australie, les Fidji, la Nouvelle-Zélande et l'Argentine. Il marque deux essais, un face aux Fidji et un face à l'Argentine. Il est ensuite retenu pour le Tournoi des Six Nations 2023. Il s'illustre dès le premier match contre l'Angleterre en inscrivant un doublé permettant à l'Écosse de s'imposer 23 à 29 et de remporter la Calcutta Cup. Au total, il joue les cinq matchs du tournoi, marquant trois essais et son pays termine troisième. Le 16 août 2023, il fait partie de la liste définitive des 33 joueurs convoqués par Gregor Townsend pour disputer la Coupe du monde 2023.
Au mois de janvier 2024, il est sélectionné pour le Tournoi des Six Nations.
Début mai 2025, il est convoqué pour la tournée des Lions britanniques et irlandais en Australie. Il y dispute une seule rencontre : face à l'Argentine le 20 juin. 

## Statistiques

### En club
| Saison                   | Club                     | Championnat              | Championnat | Championnat | Coupe d'Europe     | Coupe d'Europe | Coupe d'Europe |
| Saison                   | Club                     | Compétition              | M           | Ess.        | Compétition        | M              | Ess.           |
| ------------------------ | ------------------------ | ------------------------ | ----------- | ----------- | ------------------ | -------------- | -------------- |
| 2016-2017                | Montpellier HR           | Top 14                   | 4           | 3           | Coupe d'Europe     | -              | -              |
| Total Montpellier HR     | Total Montpellier HR     | Total Montpellier HR     | 4           | 3           | Coupes d'Europe    | 0              | 0              |
| 2017-2018                | Édimbourg Rugby          | Pro14                    | 14          | 8           | Challenge européen | 4              | 2              |
| 2018-2019                | Édimbourg Rugby          | Pro14                    | 18          | 9           | Coupe d'Europe     | 5              | 1              |
| 2019-2020                | Édimbourg Rugby          | Pro14                    | 15          | 7           | Challenge européen | 4              | 4              |
| 2020-2021                | Édimbourg Rugby          | Pro14                    | 4           | 1           | Coupe d'Europe     | 3              | -              |
| Total Édimbourg Rugby    | Total Édimbourg Rugby    | Total Édimbourg Rugby    | 51          | 25          | Coupes d'Europe    | 16             | 7              |
| 2021-2022                | Worcester Warriors       | Premiership              | 12          | 4           | Challenge européen | 2              | 2              |
| Total Worcester Warriors | Total Worcester Warriors | Total Worcester Warriors | 12          | 4           | Coupes d'Europe    | 2              | 2              |
| 2022-2023                | Édimbourg Rugby          | URC                      | 6           | 2           | Champions Cup      | 2              | -              |
| 2023-2024                | Édimbourg Rugby          | URC                      | 12          | 3           | Challenge Cup      | 5              | 4              |
| Total Édimbourg Rugby    | Total Édimbourg Rugby    | Total Édimbourg Rugby    | 18          | 5           | Compétitions EPCR  | 7              | 4              |
| Total                    | Total                    | Total                    | 85          | 37          | Compétitions EPCR  | 25             | 13             |

### Internationales

#### Équipe d'Afrique du Sud des moins de 20 ans
Duhan van der Merwe a disputé 2 matchs avec l'équipe d'Afrique du Sud des moins de 20 ans en une saison, prenant part à une édition du championnat du monde junior en 2014. Il n'a pas inscrit de points.

#### Équipe d'Écosse
Au 28 février 2025, Duhan van der Merwe compte 48 sélections en équipe d'Écosse pour 32 essais marqués, soit 160 points. Il a pris part à cinq éditions du Tournoi des Six Nations, en 2020, 2021, 2022,  2023 et 2024.
| Année | Compétition                 | Matchs | Points | Essais |
| ----- | --------------------------- | ------ | ------ | ------ |
| 2020  | Six Nations                 | 1      | -      | -      |
| 2020  | Test matchs                 | 1      | 5      | 1      |
| 2020  | Coupe d'automne des nations | 3      | 10     | 2      |
| 2021  | Six Nations                 | 5      | 25     | 5      |
| 2021  | Test matchs                 | 3      | 5      | 1      |
| 2022  | Six Nations                 | 3      | 5      | 1      |
| 2022  | Test matchs                 | 7      | 20     | 4      |
| 2023  | Six Nations                 | 5      | 15     | 3      |
| 2023  | Test matchs                 | 3      | 15     | 3      |
| 2023  | Coupe du monde              | 3      | 5      | 1      |
| 2024  | Six Nations                 | 5      | 25     | 5      |
| 2024  | Test matchs                 | 2      | 10     | 2      |
| Total | Total                       | 41     | 140    | 28     |

## Palmarès

### En club
- Worcester Warriors
  - Vainqueur de la Coupe d'Angleterre en 2022

### En sélection nationale
- Afrique du Sud -20
  - Finaliste du Championnat du monde junior en 2014

#### Tournoi des Six Nations
| Édition                      | Rang | Résultats Écosse | Résultats van der Merwe | Matchs van der Merwe |
| ---------------------------- | ---- | ---------------- | ----------------------- | -------------------- |
| Tournoi des Six Nations 2020 | 4    | 3 v, 0 n, 2 d    | 1 v, 0 n, 0 d           | 1/5                  |
| Tournoi des Six Nations 2021 | 4    | 3 v, 0 n, 2 d    | 3 v, 0 n, 2 d           | 5/5                  |
| Tournoi des Six Nations 2022 | 4    | 2 v, 0 n, 3 d    | 1 v, 0 n, 2 d           | 3/5                  |
| Tournoi des Six Nations 2023 | 3    | 3 v, 0 n, 2 d    | 3 v, 0 n, 2 d           | 5/5                  |

Légende : v = victoire ; n = match nul ; d = défaite ; la ligne est en gras quand il y a Grand Chelem.

### Distinctions personnelles
- Membre de l'équipe type du Pro14 en 2020.
- Meilleur joueur du Pro14 en 2020.
- Meilleur marqueur d'essais du Tournoi des Six Nations en 2021 (5 essais) et 2024 (5 essais).
- Membre de l'équipe type du Tournoi des Six Nations en 2021 et 2024.
- Meilleur marqueur de l'histoire de l'équipe d'Écosse (28 essais au 29 juillet 2024).